# Cucumaria crax
Cucumaria crax är en sjögurkeart. Cucumaria crax ingår i släktet Cucumaria och familjen korvsjögurkor. Inga underarter finns listade i Catalogue of Life.